# Río Chesu
El río Chesu (del ruso: Чессу) es un río de la república de Adiguesia y del krai de Krasnodar, en el sur de Rusia, afluente por la derecha del río Bélaya, de la cuenca hidrográfica del Kubán. 

## Curso
Tiene 16 km de longitud y una cuenca de 68.4 km². Nace en las laderas noroccidentales del macizo de Chugush, 13.6 km al norte de Estosadok. Discurre por un valle de alta montaña primero en dirección noroeste, más tarde norte y describe una cerrada curva hacia el oeste que acaba volviendo su curso al sur y 2 km más tarde finalmente gira en dirección oeste vertiendo sus aguas en el curso superior del Bélaya, 15 km al sureste de Guzeripl, 229 km antes de su desembocadura en el Kubán.
Su curso, despoblado, hace parte de la frontera entre la república de Adiguesia y el krai de Krasnodar.